# Sofía Moyano
Sofía Magalí Moyano (Moreno, 2 de septiembre de 2003) es una futbolista argentina. Juega de mediocampista defensiva en Excursionistas de la Primera División Femenina de Argentina.

## Trayectoria

### Club Atlético River Plate
Comenzó jugando al fútbol en su niñez con otros niños varones en un equipo local dirigido por su padrino, un amigo de este fue quién le dio la posibilidad de entrenar en River Plate y terminó recalando en el conjunto "millonario" jugando en la reserva, en la que además se convirtió en capitana. Forma parte del equipo desde la temporada 2019/20.

### Excursionistas
El 13 de enero de 2023 se hace oficial su llegada a Excursionistas de cara a la temporada 2023.

## Estadísticas

### Clubes
| Club           | País      | Año             |
| -------------- | --------- | --------------- |
| River Plate    | Argentina | 2019 - 2023     |
| Excursionistas | Argentina | 2023 - presente |